# Дубинчак, Владислав Юрьевич
Владисла́в Ю́рьевич Дубинча́к (укр. Владисла́в Ю́рійович Дубінча́к; род. 1 июля 1998, Томашполь, Винницкая область) — украинский футболист, защитник киевского «Динамо». Играл за молодёжную сборную Украины.

## Ранние годы
Родился 1 июля 1998 года в пгт Томашполь Винницкой области. Футболом начал заниматься в местном ДЮСШ, первый тренер — Валентин Александрович Кучковский. В ДЮФЛУ течение 2,5 сезона выступал в составе BRW-ВиК. В футболке Владимир-Волынского клуба становился бронзовым призёром чемпионата Украины ДЮФЛ U-14 сезона 2011/12 годов. После этого получил предложения от киевского «Динамо» и донецкого «Шахтёра», но выбрал киевский клуб. За юношескую команду Владислав дебютировал 3 сентября 2014 года в матче против «Волыни» (5:0), на поле провел 79 минут и заработал жёлтую карточку. В дебютном сезоне (2014/2015) за юношескую команду «Динамо» Дубинчак сыграл 21 матч. В сезоне 2015/16 годов Владислав был одним из ключевых игроков юношеской команды «Динамо» не только в национальном первенстве, но и в Юношеской Лиге УЕФА. В чемпионате Украины «Динамо» U-19 Дубинчак сыграл 26 матчей, отличился 1 забитым мячом, а также заработал 8 жёлтых карточек и 1 красную. Стал чемпионом в составе «Динамо» первенства Украины (U-19) — 2015/16.
За молодёжную команду киевлян футболист дебютировал 7 октября 2015 года в матче против футбольного клуба «Сталь», но на поле провёл 9 минут. В Юношеской Лиге УЕФА молодой защитник был неизменным игроком основы: сыграл все 7 матчей и заработал 2 желтые карточки. В первенстве страны среди команд U-21 2017/18 стал серебряным призёром.

## Клубная карьера
В конце 2016 продлил контракт с ФК «Динамо» (Киев) до 31 декабря 2020 года.
В середине июля 2018 года в прессе появилась информация о возможности перехода Владислава в состав новичка УПЛ, «Арсенала», а уже на следующий день было официально объявлено об аренде молодого футболиста киевскими «канонирами». 20 июля 2018 года попал в заявку «Арсенала» на сезон в УПЛ.
Дебютировал в составе киевского клуба 22 июля 2018 года в проигранном (0:2) домашнем поединке 1-го тура УПЛ против ФК «Львов». Владислав вышел на поле в стартовом составе и отыграл весь матч.

## Клубная статистика
| Сезон   | Клуб            | Лига         | Чемпионат | Чемпионат | Кубок | Кубок | Еврокубки | Еврокубки | Всего | Всего |
| Сезон   | Клуб            | Лига         | Игры      | Голы      | Игры  | Голы  | Игры      | Голы      | Игры  | Голы  |
| ------- | --------------- | ------------ | --------- | --------- | ----- | ----- | --------- | --------- | ----- | ----- |
| 2018/19 | Арсенал-Киев    | Премьер-лига | 28        | 0         | 1     | 0     | —         | —         | 29    | 0     |
| 2019/20 | Карпаты (Львов) | Премьер-лига | 19        | 0         | 1     | 0     | —         | —         | 20    | 0     |
| 2020/21 | Днепр-1         | Премьер-лига | 22        | 0         | 3     | 0     | —         | —         | 25    | 0     |
| 2021/22 | Днепр-1         | Премьер-лига | 16        | 0         | 2     | 0     | —         | —         | 18    | 0     |
| 2021/22 | Динамо (Киев)   | Премьер-лига | 0         | 0         | 0     | 0     | —         | —         | 0     | 0     |
| Итого:  | Итого:          | Итого:       | 85        | 0         | 7     | 0     | —         | —         | 92    | 0     |

## Достижения
«Динамо» (Киев)
- Чемпион Украины: 2024/25
- Серебряный призёр чемпионата Украины: 2023/24